# 鈴木仙太郎
鈴木 仙太郎（すずき せんたろう、1855年12月18日（安政2年11月10日） - 1936年（昭和11年）10月28日）は、日本の政治家、弁護士。衆議院議員（立憲改進党→憲政本党→立憲国民党）、愛知県会議員などを務めた。

## 経歴
尾張国海東郡佐屋村（現在の愛知県愛西市）出身。1883年（明治16年）、代言人となる。1894年（明治27年）、第4回衆議院議員総選挙に出馬し、当選を果たした。1903年（明治36年）、愛知県会議員に選ばれ、議長を務めた。その後、1908年（明治41年）の第10回衆議院議員総選挙で再選された。